# Folkušová
Folkušová és un poble i municipi d'Eslovàquia que es troba a la regió de Žilina, al centre-nord del país. El 2017 tenia 147 habitants.

## Demografia
| Godina             | 1994 | 2004   | 2014   | 2024    |
| ------------------ | ---- | ------ | ------ | ------- |
| Nombre de persones | 130  | 128    | 137    | 158     |
| Diferència         |      | −1,53% | +7,03% | +15,32% |

| Godina             | 2023 | 2024   |
| ------------------ | ---- | ------ |
| Nombre de persones | 157  | 158    |
| Diferència         |      | +0,63% |